# مدرسة علوم الطاقة المتجددة
مدرسة علوم الطاقة المتجددة (بالآيسلندية: RES - Orkuskólinn)‏ كانت مدرسة دراسات عليا دولية خاصة غير هادفة للربح تقع في مدينة أكوريري في شمال أيسلندا وتتشارك مرافقها مع جامعة أكوريري. عملت من 2006 إلى 2011.
كانت المدرسة مؤسسة للتعليم العالي تقدم درجة الماجستير لمدة عام واحد. في مختلف تقنيات الطاقة المتجددة، والتعليم المستمر، وبرنامج المدرسة الصيفية الجامعية. جميع التعليمات والمراسلات باللغة الإنجليزية.